# Osobní vodní doprava na Labi v Čechách
Vodní doprava na Labi má dlouhou tradici. Voroplavba pro přepravu dřeva a dalších nákladů, příležitostně i osob, byla na Labi stejně jako na dalších českých řekách provozována minimálně od středověku. Dopravu přes Labe také zajišťovalo mnoho přívozů, z nichž se asi 8 zachovalo do 21. století. Po délce Labe má velký význam zejména nákladní doprava. V některých úsecích a letním období je provozována i příležitostná a linková osobní doprava, převážně s turistickým a rekreačním účelem, která však v české části Labe nemá tak dobré podmínky jako osobní vodní doprava na Vltavě.

## Historie
Po roce 1841 z Čech do Drážďan pendloval parník Bohemia.

## Linková plavba Děčín – Hřensko
Lodní dopravu provozovala dříve[kdy?] ČSPL a. s. lodí Ploučnice.
Na rok 2002 zřejmě osobní lodní dopravu v úseku Děčín – Bad Schandau plánovala Pražská paroplavební společnost lodí Hamburg.
K obnovení dopravy mezi Děčínem a Hřenskem došlo v roce 2006 lodí Jukona pana Juláka.
V roce 2009 inzeruje Labská plavební společnost s. r. o. pravidelné plavby lodí Bohemia v trase Děčín – Hřensko a zpět, od května do září v pracovních dnech 1 pár spojů a o volných dnech vždy 2 páry spojů. Ve středu a v pátek může být plavba za podmínky určitého počtu platících cestujících prodloužena až do Bad Schandau. Tatáž společnost má od října 2008 od města Děčína pronajatý k celoročnímu provozování také přívoz Dolní Žleb.
V roce 2016 Labská plavební společnost s. r. o. uvádí 5 lodních linek z Děčína do Saska: 
- 1. Děčín – Hřensko – Bad Schandau – Königstein (v letním období v některých dnech dvě plavby do Hřenska a zpět, v jiných dnech jedna plavba do Bad Schandau a zpět. Do Königstein jen 1.5., 22.5., 28.5., 14.7., 7.8., 21.8., 28.9.2016, mimořádně též 31. 8. 2016). Jednosměrné jízdné 60 až 400 Kč podle ujeté relace.
- 2. Děčín – Hřensko – Drážďany (o letních prázdninách denně, jinak od dubna do října jen od čtvrtka do neděle, před Vánoci adventní plavby od pátku do neděle, cena 1980 Kč / 450 Kč, v ceně oběd, večeře, průvodce městem, hudba na lodi)
- 3. Děčín – Míšeň (tam lodí a zpět autobusem, 28.5., 18.6., 2.7., 18.7., 31.7., 11.8., 19.8., 29.8., 3.9., 18.9., 15.10.2016, ve dnech 22.4. a 23.4.2016 na den otevřených dveří míšeňské porcelánky; cena 2080 Kč za osobu, děti do 10 let 650 Kč, v ceně tříchodový oběd a ochutnávky sektů)
- 4. Děčín – Hřensko – Rathen (ve stanovených termínech 1.5., 21.5. 29.5., 4.6., 19.6., 26.6., 7.7., 10.7., 15.7., 24.7., 29.7., 4.8., 14.8., 20.8., 28.8.,4.9., 10.9., 25.9., 1.10., 22.10.2016, cena za dospělého 1780 Kč a za dítě do 10 let 450 Kč, včetně oběda, večeře, salátového baru a dezertového stolu). V Rathenu 6hodinová přestávka s individuálním programem, leták s doporučenými prohlídkovými okruhy.[4]
- 5. Děčín – Hřensko – Pillnitz (ve stanovených termínech 23.4., 30.4., 8.5., 14.5., 5.6., 12.6., 25.6., 3.7., 17.7., 22.7., 31.7., 5.8., 12.8., 27.8. 11.9., 24.9., 8.10., cena 1650 Kč pro dospělého, 450 Kč pro děti do 10 let, v ceně je zahrnut oběd i večeře a výklad o trase, s tříhodinovou přestávkou na prohlídku zámku Pillnitz, která v ceně zahrnuta není)[5]

V trase Bad Schandau – Hřensko – Dolní Žleb – Děčín a zpět provozovala v sezóně jeden pár spojů denně kolesovým parníkem na lince Böhmische Schweiz (České Švýcarsko) Saská paroplavba (Die Sächsische Dampfschiffahrt) – viz též osobní vodní doprava v Německu.

## Linkové plavby Ústí nad Labem – Litoměřice, Litoměřice – Horní Počaply a Litoměřice – Terezín
8. dubna 2008 Litoměřický deník oznámil, že Ivan Julák s lodí Jukona (kapacita 249 osob) vyhrál výběrové řízení, které organizovalo město Litoměřice společně s dalšími obcemi, na provozování lodní linky v trase Roudnice nad Labem – Litoměřice – Lovosice – Velké Žernoseky – jezero v Píšťanech – Ústí nad Labem od 1. května 2008.
Sdružení 6 přílabských obcí (s iniciativní rolí centrálně položeného města Litoměřice) zaštiťuje plavbu lodí Porta Bohemica (latinsky „Brána Čech“). Slavnostní zahajovací plavba proběhla 1. května 2008 a pravidelný provoz byl zahájen 8. května 2008. Loď je dlouhá 33 metrů a má kapacitu 249 cestujících a plula po trase Ústí nad Labem-Vaňov – Velké Žernoseky – Píšťany-U Mariny – Lovosice – Litoměřice – Roudnice nad Labem. Celá trasa měří 41 kilometrů, ovšem projíždí se ve dvou větvích: v červenci a v srpnu jezdila loď v úterý, ve čtvrtek a v sobotu z Litoměřic do Ústí a zpět; ve středu, v pátek a v neděli z Litoměřic do Roudnice a zpět. V květnu, červnu, září a říjnu jezdí pouze od čtvrtka do neděle. Údajně[zdroj?] se jedná o obnovení pravidelné osobní dopravy v tomto úseku po 60 letech. Majitelem a provozovatelem lodi je catering d'excellence.

Během roku 2009 byla pořízena druhá loď. Na trase přibyly další přístaviště, Dolní Zálezly, Nučničky, Terezín, Štětí a Horní Počaply. Jelikož je trasa velká pro jednu loď, byla rozdělena pro obě zvlášť. Tedy Ústí n. L. – Litoměřice a Litoměřice – Horní Počaply. Uvažuje se i o prodloužení trasy do Drážďan. 
- Stránky Labské paroplavby Archivováno 3. 5. 2009 na Wayback Machine.
- Jana Michálková: Porta Bohemica se osvědčila, Litoměřický deník 9. 9. 2008

Labská plavební společnost s.r.o. v roce 2016 inzeruje plavby v trase Ústí nad Labem – Lovosice – Litoměřice v sezóně od 25. března do 30. října 2016. Provozovaná doprava je rozdělena na linku L41 za podpory měst Litoměřice a Lovosice a linku L901 za podpory Ústeckého kraje.
Linka L41 pluje pouze od 23. 6.  do 30. 8., a to každou středu v 9:20 z přístaviště Ústí n.L. centrum/hl. nádraží a přes přístaviště Ústí n.L.-Vaňov, Dolní Zálezly, Libochovany, Velké Žernoseky a Lovosice do Litoměřic (13:05). Zpět pak z Litoměřic ve 14:00 přes Lovosice do Velkých Žernosek (16:00) a ihned zpět do Litoměřic. V plavbě je zahrnuta okružní plavba po Píšťanském jezeře bez zastávky. Ve čtvrtek v 9:20 loď pluje z Litoměřic do Ústí nad Labem (hlavní nádraží 12:50). 
Linka L901 pluje od 25. března do 30. října 2016 o sobotách, nedělích a svátcích v 9:20 z přístaviště Ústí n.L. centrum/hl. nádraží do Litoměřic (po stejné trase a ve stejných časech jako středeční L41), zpátky z Litoměřic však až ve 14:15 a až do Ústí (hl. n. 17:30). O prázdninových měsících, resp. od 24. června do 31. srpna, pluje tuto trasu i v pátek. Na lince platí tarif Dopravy Ústeckého kraje. Ceny pro dospělého jsou podle ujeté relace od 18 do 38 Kč, platí zde i jízdenky z předchozích dopravních prostředků DÚK a celosíťová jízdenka Dopravy Ústeckého kraje za 130 Kč. Pro děti je cena poloviční.
Od 9. června 2023 je v provozu linka T93, kterou obsluhuje dopravce Autobusy Karlovy Vary, a.s. Linka odplouvá z Lodního náměstí v Litoměřicích, překoná Labe a proti proudu Ohře pokračuje do Terezína, kde kotví na levém břehu nedaleko výpustných stavidel pevnosti. Jezdí denně kromě pondělků, v provozu bude do 29. října 2023. Jízdné činí 20 Kč. Linka je integrována v systému DÚK.

## Vaňov – Církvice – Píšťany
Od 6. června 2015 do 19. září 2015 se plavila společnost Auto moto Jiroušek lodí Marie o kapacitě 35 osob po trase Církvice, Velké Žernoseky, Dolní Zálezly, Píšťany.  V roce 2016 lodní linka vedla po trase Ústí nad Labem-Vaňov – Camp Brná – Dolní Zálezly – Církvice – Libochovany – Velké Žernoseky – Píšťany. Linka byla v obou letech dotována městem Ústí nad Labem. Doba plavby je po proudu i proti proudu po dvou a půl hodinách, v 9:45 z Vaňova a 13:15 z Píšťan, v červnu a v září jen o sobotách, v červenci a v srpnu o sobotách a nedělích. Jízdné je podle ujeté vzdálenosti od 10 do 38 Kč, jednotné pro děti od 6 let i dospělé, za psa, kočárek či jízdní kolo je příplatek 15 Kč.

## Okolí Brandýsa nad Labem
Loď Malše, původně vyrobenou v loděnici u Brněnské přehrady jako Solidarita pro lodní dopravu v Praze, měl od Pražské paroplavební společnosti v letech 2000–2006 Zdeněk Vitouš a používal ji pro rekreační plavbu na Labi v okolí Brandýsa. V roce 2006 loď koupila jiná společnost a provozovala ji nejprve na Orlické přehradě na Vltavě a od roku 2011 v Českých Budějovicích.

## Poděbrady
Výletní plavby zavedlo ředitelství poděbradských lázní již někdy před rokem 1910. Člun Lázně Poděbrady pojal 10 až 20 osob a byl poháněn petrolejovým nebo naftovým motorem. Roku 1910 přibyl otevřený člun Leopard s obdobným pohonem pro asi 15 osob. V letní sezóně se konalo denně 6 plaveb od Primátorských ostrovů proti proudu do Osečka s mezistanicemi Městský les a ústí Cidliny. Provoz této linky byl skončen pravděpodobně někdy v souvislosti s budováním zdymadla v poloze staršího jezu v letech 1914 až 1923. 15. června 1923 získal František Pokorný z Kolína koncesi na dopravu osob motorovým člunem na trati Poděbrady – Kolín – pravděpodobně odkoupil od místních lázní provoz i s jedním motorovým člunem, který vlastnil ještě v roce 1943. Provoz pravděpodobně skončil roku 1948 v souvislosti s dostavbou zdymadla ve Velkém Oseku a úpravou Labe u Pňova v letech 1946 až 1952 a v souvislosti se zrušením soukromého provozování veřejné dopravy.
Po provizorním splavnění Labe z Čelákovic do Kolína provozovala plavby na Labi též Pražská paroplavební společnost. V roce 1945 na trati Mělník–Poděbrady přepravila 29 405 osob. Provedla též zkušební plavby velkým parníkem na trase Praha – Kolín. Dne 1. května 1946 byla zahájena pravidelná osobní doprava parníkem Hradčany z Poděbrad do Kolína a Nymburka, kvůli stavbě zdymadla ve Velkém Oseku však skončily nejpozději v roce 1948. Po dokončení výstavby zdymadla ve Velkém Oseku a úpravě řečiště u Pňova byla v roce 1953 linková doprava PPS až do Kolína obnovena, a to třemi v neděli až čtyřmi loděmi: plavily se zde velké kolesové parníky Vltava pro 650 osob a Hradčany pro 750 osob, menší parník Pionýr (dříve Modřany) pro 200 osob a motorová loď MO III, přejmenovaná zde na Cidlinu, pro 150 osob. V důsledku poklesu zájmu sem v polovině 50. let velké kolesové parníky přestaly jezdit, parník Pionýr byl prodán do Ústí nad Labem a v Poděbradech zůstala pouze motorová loď Cidlina, která sloužila pro krátké vyhlídkové plavby. V roce 1961 byla loď Cidlina převedena na Komunální služby města Poděbrad a místo plaveb do Kolína se z Poděbrad konaly již jen plavby do Nymburka. Roku 1965 Komunální služby koupily novou motorovou loď pro 150 osob, tzv. hydrobus, tedy loď bez otevřené paluby, kterou nazvaly Poděbradka. Po skončení sezóny 1970 byla prodána ČSPLO do Děčína. Roku 1970 byly zrušeny plavby do Nymburka i Kolína. Počátkem 80. let převzal lodní provoz v Poděbradech Okresní podnik služeb v Nymburce. Jízdní řád z roku 1984 obsahoval jen sobotní a nedělní linku z Poděbrad do Osečku. Loď Cidlina byla po skončení plavební sezóny 1985 pro technickou nezpůsobilost vyřazena z provozu a OPS Nymburk místní ní koupil od OPS Příbram loď Otava z roku 1937, která sloužila na Slapské přehradě, a přejmenoval ji na Poděbradku. V červenci 1987 se loď chybou posádky po najetí na břehový zához potopila, po vytažení byla odvlečena do pískovny Borek u Brandýsa n. L., kde jako vrak leží dosud. V sezoně 1988 se plavby nekonaly. V letech 1989–1990 provozoval denní plavby městský národní výbor pronajatým pražským hydrobusem Dunaj, ten byl na jaře 1991 vrácen do Prahy a až do roku 1993 v Poděbradech opět osobní lodní doprava nebyla provozována. V letech 1994–1995 provozovala lodní dopravu firma Triagon maďarským hydrobusem Dyje. Po skončení sezóny 1995 byla loď prodána na Slapy a společnost zanikla.
Od 20. dubna 1996 zde provozovala ČSPL a. s. dvoupalubovou motorovou osobní loď Král Jiří typu BIFA III s prodlouženou délkou pro 164 osob, vyrobenou roku 1984 v Yachtwrft Berlin-Köpenick, která předtím nesla název Kamenice a byla provozována v Děčíně. Do jara 2001 ji provozovala ČSPL a. s. a kapitánem lodi byl pan Novotný. Přístaviště měla v Poděbradech pod zámkem a kromě krátkých vyjížděk se vydávala i na 67 kilometrů dlouhou trasu do Mělníka s nočním návratem. Plány na plavby ke kladrubskému hřebčínu však již v roce 2001 nebyly uskutečněny. Loď koupila Evropská vodní doprava. První z nájemců ji několik měsíců provozoval, další nájemce ji chtěl provozovat jen jako stabilní restauraci. Od března do června 2002 loď sloužila v Praze. V roce 2002 ji získal Zdeněk Havlas a od té doby má kotviště opět v Poděbradech na Zámeckém nábřeží, asi tři sta metrů od Náměstí krále Jiřího, nedaleko mostu přes Labe. Provozovatel Zdeněk Havlas s ní provádí jak okružní plavby, tak jednosměrné plavby k soutoku Labe a Cidliny nebo zpět (v letní sezoně od května do září denně tři páry spojů k Cidlině a zpět a mezi nimi dvě okružní plavby směrem k Nymburku, které nikde nezastavují a otáčejí se v Kovanicích, po zbytek roku pouze jedna plavba k Cidlině a jedna ke Kovanicím ve středu, sobotu a neděli). Objednané plavby mají přednost před pravidelnými plavbami dle jízdního řádu a na pravidelné plavby loď vyplouvá pouze při účasti nejméně 10 cestujících. V červenci a v srpnu se navíc ve středu a v pátek konají večerní plavby s živou hudbou.

## Okolí Pardubic
V Pardubicích provozuje od 28. října 2000 Pardubická plavební a. s. osobní motorovou loď Arnošt z Pardubic, která v sezóně vozí turisty v rámci splavné části Labe od Kunětic po jez v Srnojedech, pořádají se na ní též nejrůznější akce, např. koncerty, a mimo časy plaveb slouží jako restaurace v místě svého kotviště. Po špatný stav a kvůli tomu, že 1. dubna 2011 lodi vypršelo technické osvědčení, uvažovalo město o jejím sešrotování, nakonec však v dubnu 2011 byla technická způsobilost na základě výsledků prohlídky prodloužena a v letní sezoně byla loď provozována. Město získalo převahu v představenstvu Pardubické plavební, což bylo podmínku finanční účasti města na opravě lodi, která je plánována na podzim 2011. Loď si má pronajmout Dopravní podnik města Pardubic a náklady na její opravu a modernizaci mají být navýšením základního jmění DPMP. Pokud by však znalecký posudek ukázal, že by oprava byla příliš nákladná, DPMP by raději zakoupil nové plavidlo. Ztrátový provoz lodi v letech 2010 i 2011 dotoval Pardubický kraj. V roce 2008 byl vlastní provoz lodi v mírném zisku, se započtením odpisů však účetně ve ztrátě 164 tisíc Kč. V roce 2007 byla účetní ztráta 990 tisíc korun, z toho půl milionu tvořily opravné položky k pohledávkám a necelý půlmilion odpisy, tržby pokryly provoz. Ztrátovost je způsobena zejména splácením hypotéky za budovu společnosti. Výletní parník je také hlavním argumentem pro prosazení projektu splavnění Labe z Přelouče do Pardubic, cena vodního stupně je odhadována na jednu až dvě miliardy Kč. Podle zápisu z valné hromady z 7. listopadu 2007 vlastnila Věra Vašková 31,68 procent akcií, Nadace pro rozvoj města Pardubic 23 procent, město Pardubice téměř 16 procent, Jiří Kovář 7,03 procenta a Robert Vokáč 3,44 procenta. Několikaprocentní podíl vlastnil Pardubický kraj, malými akcionáři byly také okolní polabské obce a další soukromé osoby. Město a kraj vstoupily do společnosti v roce 2003, kdy firmě hrozila likvidace kvůli dluhům za nové přístaviště.
Těleso lodi Arnošt z Pardubic postavila v roce 2000 kolínská společnost Metalstav K+B, s. r. o.

## Přívozy
- Seznam labských přívozů v Čechách